# Гамбийско-испанские отношения
Гамбийско-испанские отношения — двусторонние дипломатические отношения между Гамбией и Испанией. Гамбия имеет посольство в Мадриде и почётные консульства в Альмерии, Барселоне, Жироне, Лас-Пальмасе-де-Гран-Канария, Мадриде и Сарагосе. Испания имеет посольство в Банжуле. Оба государства являются членами Организации Объединённых Наций.

## Дипломатические отношения
Двусторонние политические отношения между Испанией и Гамбией считаются корректными, и до недавнего времени не были чрезмерно активными. После миграционного кризиса 2006 года началась серия визитов на высшем уровне, включая первый визит в Банжул министра иностранных дел Испании в июне 2006 года и в октябре того же года.
После расширения двусторонних отношений в 2006 году были заложены основы сотрудничества в борьбе с нелегальной иммиграцией, вращающееся вокруг следующих осей:
1. Сотрудничество в целях укрепления потенциала Гамбии в вопросах пограничного контроля, которое выражается в предоставлении материалов, так и формировании ВМС Гамбии гражданской гвардией.
2. Увеличение официальной помощи развитию, особенно в проектах профессионального обучения, создании рабочих мест для молодёжи, и укреплению администрации. Хотя Гамбия не включена в Генеральный план 2012 года, она продолжает получать средства, инвестированные AECID в многосторонние программы и проекты через систему ООН и ECOWAS, а также через U.A.

## Экономические отношения
Двусторонние торговые отношения очень скудны, а торговый баланс Испании с Гамбией традиционно-профицитный. В бизнес-сфере объемы бизнеса и испанское присутствие в Гамбии очень скромны. Испанский экспорт в Гамбию в 2015 году составил 14 миллионов евро, что на 40% больше, чем в предыдущем году. Среди основных поставщиков Гамбии Испания заняла 5-е место в Европейском союзе после Франции и Великобритании.
Показатель Испании в роли страны-клиента в 2015 году составил 1,86 миллиона евро, что является пятой позицией в рейтинге после Великобритании.
Что касается прямых иностранных инвестиций (ПИИ), то в Гамбии нет местных источников, которые фиксировали бы потоки инвестиций по странам или по секторам. Накопленный объем испанских инвестиций в Гамбию в период с 1993 по 2013 год равен 0. Поток валовых инвестиций в 2014 году составил 0. Объем инвестиций Гамбии в Испанию за этот год составил 0, а валовые инвестиции за 2014 год также составили 0. Отсутствует Смешанная Комиссия по экономическим и торговым вопросам.